# Radotín
Radotín är en ort i Tjeckien. Den ligger i regionen Olomouc, i den östra delen av landet, 240 km öster om huvudstaden Prag. Radotín ligger 299 meter över havet och antalet invånare är 196.
Terrängen runt Radotín är platt åt sydväst, men åt nordost är den kuperad. Terrängen runt Radotín sluttar västerut.Runt Radotín är det ganska tätbefolkat, med 124 invånare per kvadratkilometer. Närmaste större samhälle är Přerov, 13,4 km väster om Radotín. Trakten runt Radotín består till största delen av jordbruksmark.